# 名和村 (鳥取県)
名和村（なわそん）は、鳥取県西伯郡にあった村。現在の西伯郡大山町の一部にあたる。

## 地理
- 河川：名和川[2]、東谷川[3]

## 歴史
- 1889年（明治22年）10月1日、町村制の施行により、汗入郡名和村、加茂村、門前村が合併して村制施行し、名和村が発足[1][2]。旧村名を継承した名和、加茂、門前の3大字を編成[2]。
- 1896年（明治29年）4月1日、郡の統合により西伯郡に所属[2]。
- 1930年（昭和5年）村役場・小学校講堂焼失[3]
- 1931年（昭和6年）大字加茂に呉海軍工廠から20数家族が入植し神田農場と命名[3]。
- 1954年（昭和29年）4月1日、西伯郡御来屋町、庄内村、光徳村と合併し名和町を新設して廃止された[1][2]。合併後、名和町大字名和・加茂・門前となる[2]。

## 産業
- 農業[2]

## 教育
- 1897年（明治30年）大字加茂に名和尋常小学校新築開校[3]。

## 名所・旧跡
- 名和神社[2]